# ザウス (ブランド)
ザウス（XUSE）は、株式会社ザウスが運営していたアダルトゲームのブランド。

## 歴史
元々、同社は株式会社ユースという社名で『ホッターマンの地底探険』『バツ&テリー 魔境の鉄人レース』（ともに1987年）などのファミリーコンピュータ用ゲームソフトを開発してきたが、後にアダルトゲーム産業に進出し別会社を設立した。
メーカー名の由来は18禁の「X指定」＋「ユース(USE)」でザウス(XUSE)。
成人向けの作品が多い一方、『永遠のアセリア』はPlayStation 2にも移植されており、一般ユーザーからの知名度も高かった。
また、アダルトゲーム会社としては派手な演出のイベントを開催することでも知られており、『永遠のアセリア』は劇団21世紀FOXによって舞台化されたほか、2003年開催のキャラフェスでの和太鼓パフォーマンスが披露された。このほかにも、インターネットラジオ番組として『プロジェクトXuse』『それ行けトーマス』が過去に配信されていた。
2007年10月期時点の年収は最高で約4億2100万円だった。
ザウスでは一部を除き作品の傾向に合わせて、酒の種類になぞらえて区分けを行っている。2008年以降、この区切りは一旦廃止されていたが、2014年に復活した。
- 本醸造 - ゲーム性重視の作品（RPGなど）
- 吟醸 - 陵辱要素の強い作品
- 純米 - 純愛要素の強い作品
- 発泡 - 新価格提案「Mid Price 5000」に基づく、定価5000円（消費税別）の作品
- 淡麗 - ゲームのブランドではなく、イベント専門のブランド

2021年5月26日に株式会社T.N.G、株式会社ユースと共に、東京地方裁判所から破産手続開始決定を受けた。破産手続開始決定から4日後である同年5月30日に、公式Twitterにて廃業が発表された。
なお、代表の吉田ユースケはゲーム創作活動を継続する旨をザウス公式ツイッターアカウントで宣言している。
また、元スタッフの高瀬奈緒文は2018年6月27日にザウスとの間で「永遠神剣」シリーズの権利を保有する権利を結んでおり、2021年6月4日には管財人や担当弁護士に同シリーズの著作権を譲渡済みとして処理するという回答を得た旨をツイートしている。
ザウスは2021年9月24日に法人格が消滅した。

## 作品一覧
|    | 発売日         | 区分   | タイトル                                            |
| -- | -------------- | ------ | --------------------------------------------------- |
| -- | 1998年12月23日 | --     | Girl Doll Toy                                       |
| -- | 1999年4月23日  | --     | ねいちゃあトリップ                                  |
| 1  | 2000年5月26日  | --     | S.N.O.W                                             |
| 2  | 2001年4月27日  | 本醸造 | 風と大地のページェント                              |
| 3  | 2001年6月22日  | 吟醸   | 股人タクシー スペシャルエディション                 |
| 4  | 2001年8月3日   | 吟醸   | 股人タクシー2                                       |
| 5  | 2001年10月26日 | 本醸造 | 風と大地のページェント 完全版                       |
| 6  | 2001年11月22日 | 吟醸   | 姫狩りビト                                          |
| 7  | 2002年2月1日   | 本醸造 | アルティメットハンター                              |
| 8  | 2002年5月31日  | 純米   | Floralia 〜フローラリア〜                           |
| 9  | 2002年7月26日  | 吟醸   | 股人タクシー3                                       |
| 10 | 2003年1月31日  | 純米   | ときどきシュガー                                    |
| 11 | 2003年4月25日  | 発泡   | 詩乃先生の誘惑授業                                  |
| 12 | 2003年8月1日   | 吟醸   | 痴漢者トーマス                                      |
| 13 | 2003年10月3日  | 発泡   | ちょこれ〜とDays                                    |
| 14 | 2003年11月28日 | 本醸造 | 永遠のアセリア -The Spirit of Eternity Sword-       |
| 15 | 2004年2月20日  | 純米   | Floralia+ 〜フローラリア・プラス〜                  |
| 16 | 2004年5月21日  | 純米   | 憂ちゃんの新妻だいあり〜                            |
| 17 | 2004年8月13日  | 本醸造 | 永遠のアセリア EXPANSION                            |
| 18 | 2004年12月24日 | 吟醸   | バルバロイ                                          |
| -- | 2005年5月12日  | --     | 永遠のアセリア -この大地の果てで-                   |
| 19 | 2005年8月12日  | 純米   | 最果てのイマ                                        |
| 20 | 2005年9月2日   | 吟醸   | 痴漢者トーマスII                                    |
| 21 | 2006年1月27日  | 発泡   | ゆんちゅ〜お嬢さまはご奉仕中〜                      |
| 22 | 2006年3月3日   | 本醸造 | スピたん Spirits Expedition -in the Phantasmagoria- |
| 23 | 2006年7月14日  | 純米   | なみだ橋をわたって                                  |
| 24 | 2006年12月22日 | 本醸造 | スピたん SPECIAL BOX                                |
| 25 | 2007年8月3日   | --     | 聖なるかな -The Spirit of Eternity Sword 2-         |
| 26 | 2007年11月30日 | 純米   | 最果てのイマ フルボイス版                           |
| 27 | 2008年7月25日  | --     | 聖なるかな スペシャルファンディスク                 |
| 28 | 2009年5月1日   | --     | つくもの 〜やどりぎロマンス〜                       |
| 29 | 2010年1月29日  | --     | 聖なるかな外伝・精霊天翔 〜壊れゆく世界の少女たち〜 |
| 30 | 2010年5月28日  | --     | 永遠のアセリア Special Edition                      |
| 31 | 2010年10月29日 | --     | 聖なるかな外伝・精霊天翔 〜Crystal Friends〜        |
| 32 | 2011年7月1日   | --     | 久遠の絆 THE ORIGIN                                 |
| 33 | 2013年5月31日  | --     | ジーザス13th -喪失われた学園-                       |
| 34 | 2014年7月25日  | 本醸造 | 新世黙示録 -Death March-                            |
| 35 | 2017年1月27日  |        | 神様のゲーム -監禁された6人の男女-                  |

※この他1999年〜2000年にかけて、あいりゅブランドから3作品を発売している。

## 備考
- 「クラブXuse」というメーカーのファンクラブも運営しており、ゲーム・グッズの価格優待販売や限定ネットラジオの配信など会員限定のコンテンツが充実していた。

## 在籍していた主なスタッフ
- みかみたかし（原画）
- まさはる（原画）
- あらきまき（原画）
- 人丸（原画）
- 藤原将（シナリオ、企画。新ブランド「FOUNTAINHEAD」を立ち上げる）
- 座敷猫（シナリオ。現在はフリー。主にルーンに参加。）
- 高瀬奈緒文（シナリオ、企画。退社。新ブランド「ETERNAL」を立ち上げる）